# Hideaki Yanagida
Hideaki Yanagida (n. 1 ianuarie 1947, Hachirogata⁠(d), Prefectura Akita, Japonia) este un luptător ce a reprezentat Japonia, medaliat olimpic. A participat la o ediție a Jocurilor Olimpice (1972) în care a câștigat o medalie de aur.

## Participări
Lista de mai jos prezintă principalele competiții la care a participat Hideaki Yanagida de-a lungul carierei.
- wrestling at the 1972 Summer Olympics – men's freestyle 57 kg[*]